# Razdioba vilenjaka
U legendariju J. R. R. Tolkiena, Vilenjaci su razdjeljen narod.  Probudili su se kod Cuiviénena na kontinentu Međuzemlju (vidi: Buđenje Vilenjaka), gdje su podjeljeni u tri plemena: Minyare (Prve), Tatyare (Druge) i Nelyare (Treće). Poslije nekog vremena Oromë ih je pozvao da dođu živjeti s Valarima u Amanu.  Taj poziv i Veliko putovanje koje je uslijedilo podijelilo je vilenjake u dvije glavne grupe (i mnogo manjih) koje nikad nisu ponovno potpuno ujedinjene.
Naziv Quendi se odnosi na sve vilenjake.

## Avari
Avari su Oni koji Odbili Poziv Oromëa, ili jednostavno Nevoljki. Polovica Avara došla je iz najvećeg plemena, Nelyara, ali većina Nelyara je pošla na put. Polovica Tatyara je također ostala.
Poslije Odvajanja Avari su postali podjeljeni još više nego Eldari, iako je malo o njihovoj povijesti znano Vilenjacima i Ljudima Zapadnog Međuzemlja. Na kraju postojalo je šest rodova, i dalje se nazivajući 'Quendi', smatrajući one koji su otišli dezerterima. Neka od tih plemena su kasnije također otputovala zapadno, miješajući se s Nandorima, a neki su dosegli i Beleriand, iako su obično ostajali u neprijateljskim odnosima sa Sindarima.

## Eldari
Eldari su oni koji su prihvatili poziv.  Njihovo ime, doslovno znači Narod Zvijezda, nadjenuo im je Oromë na njihovom vlastitom jeziku.
- Svi Minyari su postali Vanyari (Divni Vilenjaci - odnoseći se na njihovu zlatno-plavu kosu).
- Polovica Tatyara postali su Noldori (Duboki Vilenjaci - odnoseći se na njihovo znanje).
- Više od pola Nelyara postali su Teleri (Oni koji dolaze zadnji) ili kako su se sami nazivali, Lindari (Pjevači).
  - Oni Teleri koji su odbili preći Magleno gorje i ostali u dolini Anduina nazvani su Nandori ([Vilenjaci] koji su pošli natrag).
    - Oni Nandori koji su kasnije ušli u Beleriand nazvani su Laiquendi (Zeleni Vilenjaci ili Zeleni Narod).
    - Drugi Nandori koji su ostali oko Anduina postali su poznati kao Tawarwaithi, živeći u šumama Divlje zemlje, također zvani Silvanski ili Šumski Vilenjaci. Tamo su im se pridružili oni Avari koji su naposljetku pošli na zapad.

  - Oni Teleri koji su došli u Beleriand do Velikog mora, ali su odlučili da ne prijeđu u Aman kasnije su nazivani Sindari (Sivi vilenjaci).
    - Mnogi Teleri (Sindari) su odabrali ostati kako bi tražili svog vladara Thingola, koji je nestao pred kraj putovanja. Oni su kasnije naselili Doriath i nazvani su Iathrim (Ljudi pojasa), odnoseći se na čarobni 'Melianin pojas' koji je okruživao to kraljevstvo.
    - Oni Teleri (Sindari) koji su došli do obala Velikog mora, ali su odlučili tamo i ostati ili su došli prekasno da bi bili preneseni nazvani su Falathrimi (Narod Obale).
    - Oni od Telera (Sindara) koji su odabrali ostati iza drugih i koji su naselili zemlje na sjevero-zapadu Belerianda nazvani su Mithrimi (Sivi Narod), dajući svoje ime tom području i tamošnjem velikom jezeru. Mnogi od njih su se kasnije pridružili Noldorima koji su se vratili u Međuzemlje, posebno onima iz Gondolina.

  - Oni od Telera koji su došli u Aman nazvani su Amanyar Teleri ili Falmari (Narod Valova).

Vanyari, Noldori, i oni Teleri koji su došli u Valinor nazivaju se Calaquendi (Vilenjaci Svjetla) jer su vidjeli Dva drveta. U jeziku Noldora u Amanu svi drugi vilenjaci su nazivani Moriquendi (Vilenjaci Tame) zbog činjenice da oni nisu vidjeli (niti željeli) Svjetlo Valinora, ali kasnije Sindari nisu ubrojeni ni u jednu od tih grupa.
Većina Noldora vratila se s Fëanorom u Međuzemlje prije podizanja Sunca. Oni su postali poznati kao Izbjegli. U Beleriand su se podijelili po mjestu boravka, poimence: Hithlum, Gondolin, Dorthonion, Nargothrond i Utvrda Maedhrosova.
Poslije Rata Bijesa veliki dio preživjelih Noldora i Sindara (većinom pomiješanih u jedinstven narod) vratio se na zapad da bi boravio na Tol Eressëai. Mnogi su ostali tijekom Drugog i Trećeg doba, seleći se u kraljevstva Lórinanda i Eryn Galena, kraljevstva Šumskih Vilenjaka, ili osnivajući kraljevstva Lindon, Eregion i Imladris.

## Notes
1. ↑  Rat Dragulja: Quendi i Eldar, str. 381, "Razmjeri, od 144, onih koji su kada je Marš započeo postali Avari ili Eldar bio je otprilike ovakav: Minyari 14: Avari 0, Eldari 14; Tatyari 56: Avari 28, Eldar 28; Nelyar 74: Avari 28, Eldar 46: Amanyar Teleri 20, Sindari i Nandori 26." (Nandor 8 - str. 412) Može se vidjeti da su Avari postali od razmjera od 28 Tatyara i 28 Nelyara.
2. ↑  To ime se razvilo u različite oblike u jezicima svakog roda: Kindi, Cuind, Hwenti, Windan, Kinn-lai i Penni. (Quendi i Eldari, str. 410)